# Segretariato episcopale dell'America Centrale e Panama

Il Segretariato episcopale dell'America Centrale e Panama (Secretariado Episcopal de America Central, SEDAC) è un organismo della chiesa cattolica che raggruppa i vescovi delle nazioni dell'America centrale continentale.

## Storia
Il SEDAC è stato istituito l'11 giugno 1960 come Segretariato episcopale dell'America Centrale. Ha assunto il nome attuale nel 1969. Ha sede a San José, in Costa Rica.

## Membri del SEDAC
Fanno parte del SEDAC i vescovi delle seguenti conferenze episcopali:
- Conferenza episcopale di Costa Rica (Conferencia Episcopal de Costa Rica, CECOR);
- Conferenza episcopale di El Salvador (Conferencia Episcopal de El Salvador, CEDES);
- Conferenza episcopale del Guatemala (Conferencia Episcopal de Guatemala, CEG);
- Conferenza episcopale di Honduras (Conferencia Episcopal de Honduras, CEH);
- Conferenza episcopale del Nicaragua (Conferencia Episcopal de Nicaragua, CEN);
- Conferenza episcopale di Panama (Conferencia Episcopal de Panamá, CEP).

## Elenco dei presidenti
- Arcivescovo Luis Chávez y González (1958 - 1961)
- Arcivescovo Carlos Humberto Rodríguez Quirós (1961 - 1964)
- Arcivescovo Tomás Alberto Clavel Méndez (1964 - 1971)
- Vescovo Luis Manresa Formosa, S.J. (1971 - 1972)
- Vescovo Román Arrieta Villalobos (1972 - 1976)
- Arcivescovo Miguel Obando Bravo, S.D.B. (1976 - 1981)
- Arcivescovo Román Arrieta Villalobos (1981 - 1984)
- Arcivescovo Arturo Rivera Damas, S.D.B. (1984 - 1988)
- Arcivescovo Próspero Penados del Barrio (1988 - 1992)
- Arcivescovo José Dimas Cedeño Delgado (1992 - 1997)
- Vescovo Raúl Corriveau, P.M.E. (1997 - 2001)
- Vescovo Álvaro Leonel Ramazzini Imeri (2001 - 2005)
- Vescovo José Francisco Ulloa Rojas (marzo 2005 - 2011)
- Arcivescovo Leopoldo José Brenes Solórzano (2011 - novembre 2012)
- Arcivescovo José Domingo Ulloa Mendieta, O.S.A. (novembre 2012 - 26 novembre 2016)
- Arcivescovo José Luis Escobar Alas (26 novembre 2016 - 23 ottobre 2022)
- Vescovo Roberto Camilleri Azzopardi, O.F.M. (23 ottobre 2022 - 17 ottobre 2023)
- Vescovo Héctor David García Osorio, dal 29 novembre 2023

## Elenco dei segretari generali
- Vescovo Óscar Arnulfo Romero y Galdámez (1971 - 1972)
- Vescovo Ignacio Nazareno Trejos Picado (1972 - 1981)
- Vescovo Antonio Troyo Calderón (1981 - 1984)
- Vescovo Gregorio Rosa Chávez (1984 - 1988)
- Vescovo Jorge Mario Ávila del Águila, C.M. (1988 - 1992)
- Vescovo José Luis Lacunza Maestrojuán, O.A.R. (1992 - 1997)
- Vescovo Ángel Garachana Pérez, C.M.F. (1997 - 2001)
- Vescovo Gregorio Rosa Chávez (2001 - 2005)
- Vescovo Ángel San Casimiro Fernández, O.A.R. (marzo 2005 - 2011)
- Vescovo Jorge Solórzano Pérez (2011 - 23 ottobre 2022)
- Vescovo José Antonio Canales Motiño, O.F.M., dal 23 ottobre 2022